# Frédéric Salathé
Friedrich Salathé (Binningen, 11 de janeiro de 1793 - Paris, 12 de maio de 1858) foi um pintor e desenhista suíço.

## Biografia
Nasceu em 11 de janeiro de 1793 em Binningen, perto de Basileia. De 1807 a 1810, ele foi aluno do pintor suíço Peter Birmann.
Exibiu seus trabalhos em exposições nos anos de 1834, 1836 e 1848. Duas de suas pinturas aquáticas também foram apresentadas no Salon de Paris no ano de 1841.
Com o amigo fotógrafo Johann Jacob Steinmann, ele contribuiu para a produção de litografias a partir de chapas fotográficas.

## Relação com o Brasil
Salathé pintou alguns quadros sobre o Brasil e as suas paisagens em quadros como "Vista de N. S. da Glória et da Barra do Rio de Janeiro" (1834), "Caminho dos Órgãos" (1834) e "Plantação de café" (1839).